# Roveré della Luna
Roveré della Luna é uma comuna italiana da região do Trentino-Alto Ádige, província de Trento, com cerca de 1.472 habitantes. Estende-se por uma área de 10 km², tendo uma densidade populacional de 147 hab/km². Faz divisa com Cortaccia sulla Strada del Vino (BZ), Vervò, Magrè sulla Strada del Vino (BZ), Ton, Salorno (BZ) e Mezzocorona.